# (Sleep) Baby Doll
(Sleep) Baby Doll – trzeci album Sylvaina Sylvaina wydany w 1998 roku przez wytwórnię Fishhead Records.

## Lista utworów
1. "Paper, Pencil & Glue" (Sylvain Sylvain/Wanda O'Kelley) – 3:01
2. "Oh Honey" (Button/Smithling/Taylor) – 3:37
3. "Hungry Girls" (Sylvain Sylvain) – 3:38
4. "I'm Your Man" (S. Barnes/J.J. Jackson/P. Tubbs) – 2:21
5. "Another Heart Needs Mending" (Sylvain Sylvain) – 3:51
6. "Forgotten Panties" (Sylvain Sylvain) – 2:48
7. "Trash" (David Johansen) – 3:16
8. "My Babe" (Sylvain Sylvain) – 2:31
9. "Frenchette" (David Johansen/Sylvain Sylvain) – 5:39
10. "Your Society Makes Me Sad" (Johnny Thunders) – 5:02
11. "It's on Fire" (David Johansen) – 3:44
12. "Sleep Baby Doll" (Sylvain Sylvain) – 6:23

## Skład
- Sylvain Sylvain – wokal, gitara, harmonijka ustna, akordeon, klaskanie
- Frankie Infante – gitara, klaskanie
- Casey Dolan – gitara
- Michael Lockwood – gitara
- Bob Andrews – gitara
- Olivier LeBaron – gitara
- Mike Wilcox – gitara
- Joel Berliner – harmonijka ustna
- Andy Sheppard – saksofon
- Ricky Mizrahi – rożek
- Paul Wallfisch – pianino, organy
- Jean Francois Sylvain – pianino
- John Carlucci – gitara basowa, klaskanie
- Brian Keats – perkusja, tamburyn, kastaniety, klaskanie, instr. perkusyjne
- Jennifer Woods – bębny
- Dave Bassett – dalszy wokal
- Rudi Protrudi – dalszy wokal